# Enslingen (Adelsgeschlecht)

Wappen des Adelsgeschlechtes von Enslingen

Die Enslinger (fälschlich auch Emslinger) waren ein süddeutsches Adelsgeschlecht, das 1534 im Mannesstamm erlosch.

## Familiengeschichte
Die Adelsfamilie tritt erstmals im 13. Jahrhundert auf und benannte sich nach ihrem damaligen Stammsitz Burg Enslingen, die nahe dem heute zu Untermünkheim bei Schwäbisch Hall gehörenden Dorf Enslingen lag. Die Burg ist nicht mehr existent. Begütert war die Familie auch in „Hurdelbach“ oder „Hurlebach“, dem jetzigen Matheshörlebach, weshalb ein Zweig „von Hurdelbach“, „von Hörlebach“ oder auch „Enslingen genannt von Hurdelbach“ hieß.
Es handelte sich um Ministeriale, zunächst im Dienste der Schenken von Limpurg, dann des Hauses Hohenlohe. Nikolaus von Enslingen, genannt von Hurdelbach, nahm 1415, als Vertreter der Reichsstadt Schwäbisch Hall, am Konzil von Konstanz teil. Das Geschlecht starb 1534 im Mannesstamm aus. Seine Hauptgrablege besaß es in der 1945 zerstörten Marienkirche Tüngental.
Die Bebenburg bei Rot am See gehörte ab 1440 den Enslingern.
Der kurpfälzische Kanzler Florenz von Venningen (1466–1538) und seine Schwester, die Rosenthaler Äbtissin Margaretha von Venningen († 1505) hatten eine Mutter aus dem Geschlecht von Enslingen.

## Wappen
Das Familienwappen ist längs gespalten. Rechts (heraldisch) ist es rot, links silbern mit zwei blauen (zuweilen auch schwarzen) Querbalken. Als Helmzier trägt es Büffelhörner.

## Abgrenzung
Es existierte ein weiteres Adelsgeschlecht, die sogenannten Herren von Enslingen, mit einem völlig verschiedenen Wappen (in rot, drei Tierfüße auf grünem Dreiberg), das aus dem heutigen Ort Langenenslingen kommt. Vermutlich liegt hier lediglich eine Namensgleichheit, aber keine Verwandtschaft vor. Aus dieser Familie stammt Konrad von Enslingen († 1344), Abt von Salem und Bischof von Gurk.